# 塔河镇 (宣汉县)
塔河镇，是中华人民共和国四川省达州市宣汉县下辖的一个乡镇级行政单位。
2015年，撤销塔河乡，设立塔河镇，以原塔河乡所属行政区域为塔河镇的行政区域。

## 行政区划
塔河镇下辖以下地区：
宝塔社区、塔河村、大店村、红庙村、印岩村、石坝村、石峡村、号楼村和鸳鸯村。